# Frantic (film)
Cet article concerne le film de Roman Polanski. Pour la chanson de Metallica, voir Frantic.
Pour plus de détails, voir Fiche technique et Distribution.
Frantic est un film franco-américain réalisé par Roman Polanski, sorti en 1988.
Bien qu'il s'agisse d'un échec commercial, le film a été un succès critique et est depuis devenu culte.

## Synopsis
À l'occasion d'un colloque, le docteur Walker (Harrison Ford), un cardiologue américain, et sa femme Sondra (Betty Buckley) reviennent à Paris, lieu de leur voyage de noces vingt ans auparavant. Dès leur arrivée, tout se bouscule : Sondra se trompe de valise à l'aéroport, puis disparaît. Son mari se confronte alors à la police française, qui ne fait aucun effort pour l'aider — tout comme l'ambassade américaine. Aussi Walker va-t-il mener lui-même sa propre enquête, rendue difficile par sa méconnaissance du français. Une boîte d'allumettes trouvée dans la valise inconnue va lui faire remonter une filière d'espionnage grâce à une troublante jeune femme.
La police française, Interpol et des services secrets finissent par intervenir car la valise, qui contient un détonateur nucléaire caché dans une statuette, est recherchée par un gang de Syriens responsable de l'enlèvement de Sondra. Le Dr Walker organise l'échange entre son épouse et le détonateur de la valise de Michelle (Emmanuelle Seigner), la jeune Française arrivant également des États-Unis à Paris et qui, suivie et prise de panique, s'est trompée de valise en sortant de l'aéroport.
Sur le pont surplombant le lieu de l'échange, les services secrets et la police surveillent les deux Syriens arrivés sur la berge en contrebas pour procéder à l'échange, qui a finalement lieu. Un échange de coups de feu a alors lieu. Le Dr Walker récupère et protège son épouse tandis que d'autres protagonistes sont tués, dont Michelle dans ses bras, qui devait échanger le composant électronique, que le Dr Walker récupère et jette finalement dans la Seine.

## Fiche technique
- Titre : Frantic
- Réalisation : Roman Polanski
- Scénario : Roman Polanski et Gérard Brach
- Musique : Ennio Morricone
- Photographie : Witold Sobocinski
- Montage : Sam O'Steen
- Décors : Pierre Guffroy
- Costumes : Anthony Powell
- Production : Tim Hampton et Thom Mount
- Sociétés de production : Warner Bros. Pictures et The Mount Company
- Société de distribution : Warner Bros. Pictures
- Budget: 20 000 000 $
- Pays de production :  États-Unis,  France
- Langues originales : français, anglais
- Format : couleur — 35 mm — 1,85:1 — Dolby Surround
- Genre : drame, thriller et policier
- Durée : 120 minutes
- Dates de sortie :
  - États-Unis : 26 février 1988
  - France : 30 mars 1988

## Distribution
- Harrison Ford (VF : Richard Darbois) : Dr Richard Walker
- Emmanuelle Seigner (VF : elle-même) : Michelle
- Betty Buckley (VF : Anne Kerylen) : Sondra Walker
- Djiby Soumare : le chauffeur de taxi
- Dominique Virton (VF : lui-même) : le réceptionniste
- Gérard Klein (VF : lui-même) : Gaillard
- Stéphane d'Audeville : un groom
- Laurent Spielvogel : un porteur
- Alain Doutey (VF : lui-même) : le portier
- Jacques Ciron : le directeur du Grand Hôtel
- Roch Leibovici (VF : lui-même) : un deuxième groom
- Louise Vincent : une touriste
- Patrice Melennec : Pascal, le détective du Grand Hôtel
- Ella Jaroszewicz : la préposée aux toilettes
- Joëlle Lagneau : la fleuriste
- Jean-Pierre Delage : le fleuriste
- Marc Dudicourt : le propriétaire du café
- Artus de Penguern  : un serveur
- Dominique Pinon (VF : lui-même) : Wino, le clochard
- Richard Dieux : le policier assis au bureau
- Yves Rénier (VF : lui-même) : l'inspecteur
- Robert Ground : l'officier de sécurité à l'ambassade américaine
- Bruce Johnson : le marine
- Michael Morris : un employé de l'ambassade américaine
- Claude Doineau : un employé de l'ambassade américaine
- John Mahoney : Williams, le collaborateur de l'ambassade américaine
- Jimmie Ray Weeks : Shaap
- Alan Ladd : un troisième groom
- André « Quiqui » : Barman du « Blue Parrot »
- Thomas M. Pollard : Rastafarian
- Böll Boyer : Dédé Martin
- Tina Sportolaro : une employée de la TWA
- David Huddleston : Peter
- Alexandra Stewart : Edie
- Robert Barr : Irwin
- Patrick Floersheim (VF : lui-même) : l'homme en cuir
- Marcel Bluwal (VF : lui-même) : l'homme en tweed (voix doublée par Roman Polanski)
- Isabelle Noah : la propriétaire de la péniche
- Fonky French Family : le groupe de musique sur la péniche
- Yorgo Voyagis : le ravisseur
- David Jalil : le garde du corps
- Jean-Claude Houbard : le chauffeur mort
- Raouf Ben Amor : Dr. Metlaoui
- Marco Prince : petit rôle (non crédité)

## Bande originale
- I've Seen That Face Before (Libertango), interprété par Grace Jones
- I'm Gonna' Lose You, interprété par Simply Red
- The More I See You, interprété par Chris Montez
- Jah Rastafari, interprété par Culture
- I Love Paris, composé par Cole Porter
- San Francisco (Be Sure To Wear Some Flowers In Your Hair), composé par John Phillips
- Chicago Song, interprété par David Sanborn
- The Song From Moulin Rouge (Where Is Your Heart), interprété par The 101 Strings Orchestra (en)
- Something Tells Me, interprété par Tiger Moon

## Lieux de tournage
- Paris[1],[2] :
  - 4e arrondissement : rue de Rivoli (au niveau de la tour Saint-Jacques)
  - 9e arrondissement : Grand Hotel InterContinental, rue Scribe, avec chambre vue sur la place de l'Opéra
  - 10e arrondissement : passage Brady[3]
  - 11e arrondissement : cour des Trois-Frères
  - 15e-16e arrondissements : pont de Grenelle et île aux Cygnes (dernières scènes)
  - 16e arrondissement : place de Mexico (au début du film), port Debilly
  - Boulevard périphérique
- Boulogne-Billancourt
  - Studios de Billancourt

## Accueil
Roger Ebert, dans sa critique, a donné au film trois étoiles, en disant : « Regarder les séquences d'ouverture de Frantic, c'est se rappeler le talent de Polanski. Voici l'un des rares maîtres modernes du thriller et du film noir. Frantic rappelle à quel point un bon thriller peut être captivant ».